# Bellou-en-Houlme
Bellou-en-Houlme település Franciaországban, Orne megyében. Lakosainak száma 1031 fő (2022. január 1.). Bellou-en-Houlme Durcet, Briouze, La Coulonche, Échalou, La Ferrière-aux-Étangs, Landigou, Le Ménil-de-Briouze, Sainte-Opportune és Saires-la-Verrerie községekkel határos.

## Népesség
A település népességének változása:
| Lakosok száma | 1120 | 1110 | 1146 | 1117 | 1096 | 1074 | 1053 | 1042 | 1031 |
|               | 2013 | 2015 | 2016 | 2017 | 2018 | 2019 | 2020 | 2021 | 2022 |